# Masashige Narusawa
Masashige Narusawa (成沢昌茂, Narusawa Masashige) est un scénariste et réalisateur japonais né le 29 janvier 1925 et mort le 13 février 2021.

## Biographie
Masashige Narusawa est surtout connu pour avoir écrit les scénarios des derniers films de Kenji Mizoguchi : Une femme dont on parle en 1954, L'Impératrice Yang Kwei-Fei et Le Héros sacrilège en 1955 ainsi que La Rue de la honte en 1956. 
Masashige Narusawa a réalisé cinq films et écrit près de 80 scénarios entre 1949 et 1975.

## Filmographie sélective

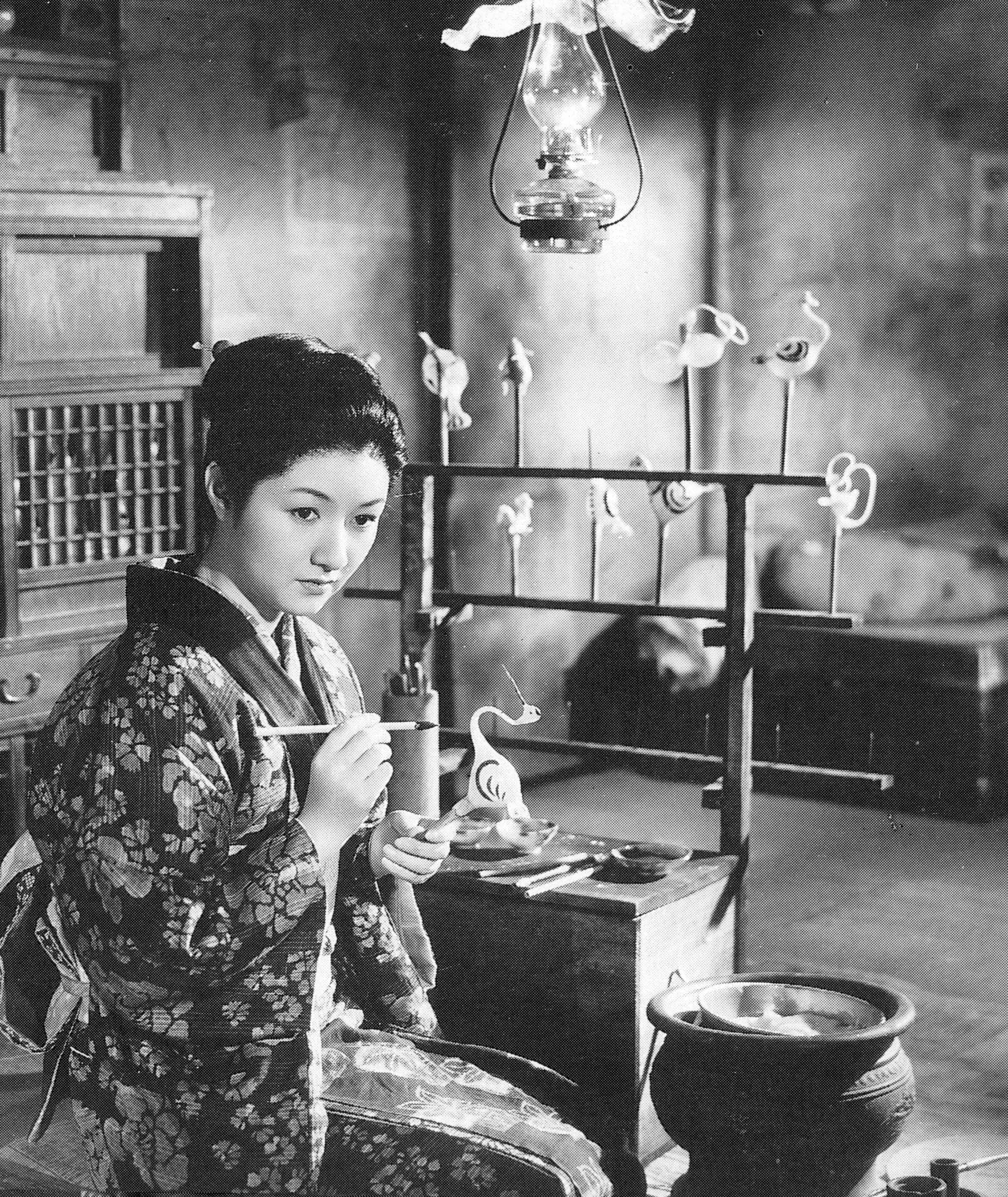
Hideko Takamine dans L'Oie sauvage (1953).

### Scénariste
- 1951 : L'Enchanteresse (牝犬, Mesu inu?) de Keigo Kimura
- 1953 : L'Oie sauvage (雁, Gan?) de Shirō Toyoda
- 1954 : Une femme dont on parle (噂の女, Uwasa no onna?) de Kenji Mizoguchi
- 1955 : L'Impératrice Yang Kwei-Fei (楊貴妃, Yōkihi?) de Kenji Mizoguchi
- 1955 : Le Héros sacrilège (新・平家物語, Shin heike monogatari?) de Kenji Mizoguchi
- 1956 : La Rue de la honte (赤線 地帯, Akasen chitai?) de Kenji Mizoguchi
- 1959 : Une histoire d'amour de Naniwa (浪花の恋の物語, Naniwa no koi no monogatari?) de Tomu Uchida
- 1961 : La Légende de Musashi Miyamoto (宮本武藏, Miyamoto Musashi?) de Tomu Uchida
- 1962 : Mademoiselle Ogin (お吟さま, Ogin-sama?) de Kinuyo Tanaka
- 1964 : Tourbillon charnel (おんなの渦と淵と流れ, Onna no uzu to fuchi to nagare?) de Kō Nakahira
- 1966 : Les Oies sauvages (雁, Gan?) de Kazuo Ikehiro
- 1968 : Le Lézard noir (黒蜥蜴, Kuro tokage?) de Kinji Fukasaku

### Réalisateur
- 1962 : Le Corps (裸体, Ratai?)
- 1966 : Yojōhan monogatari: Shōfu shino (四畳半物語 娼婦しの?)
- 1967 : Hanafuda tōsei (花札渡世?)
- 1969 : Mekake nijūichi-nin do sukebe ichidai (妾二十一人 ど助平一代?)
- 1975 : A Picture of Madame Yuki (雪夫人繪圖, Yuki fujin ezu?)[3]